# La nana
La Nana (Brasil: A Criada ) é um filme chileno de comédia dramática de 2009, dirigido por Sebastián Silva e co-escrito por Sebastián Silva e Pedro Peirano. A história do filme é centrada em uma empregada doméstica que tenta manter sua posição depois de ter servido uma família por 23 anos. A produção ganhou inúmeros prêmios desde sua estreia no Festival de Sundance de 2009 e foi muito aclamada pela crítica, particularmente pelo desempenho premiado de Catalina Saavedra como personagem principal.

## Elenco
- Catalina Saavedra ... Raquel
- Claudia Celedón ... Pilar
- Mariana Loyola ... Lucy
- Andrea García-Huidobro ... Camila
- Alejandro Goic ... Mundo
- Agustín Silva ... Lucas
- Anita Reeves ... Sonia
- Mercedes Villanueva ... Mercedes
- Delfina Guzmán ... Abuela
- Andreína Olivarí ... Javiera
- Juan Pablo Larenas ... Rodrigo